# Evil West
Evil West est un jeu vidéo d'action-aventure développé par Flying Wild Hog et édité par Focus Entertainment. Le jeu est sorti le 22 novembre 2022 pour Windows, PlayStation 4, PlayStation 5, Xbox One et Xbox Series X et Series S.

## Système de jeu
Evil West est un jeu vidéo d'action-aventure joué du point de vue à la troisième personne. Dans ce jeu, le joueur prend le contrôle de Jesse Rentier, un chasseur de vampires. Jesse est équipé d'armes à feu puissantes, dont un pistolet à six coups, un fusil et un lance-flammes, et d'armes de mêlée, dont un gant qui peut accumuler de l'énergie électrique et une hache. Les ennemis peuvent être étourdis après une attaque au corps à corps, ce qui permet aux joueurs de les exécuter à l'aide d'un coup de grâce spécial. Les joueurs peuvent également utiliser l'environnement à leur avantage. Par exemple, ils peuvent lancer des ennemis dans un piège à pointes ou tirer des barils explosifs. Les joueurs rencontreront occasionnellement des boss, qui sont de puissants ennemis avec des schémas d'attaque uniques. Au fur et à mesure que le joueur progresse dans le jeu, il montera de niveau et acquerra de nouvelles compétences et capacités. La campagne peut être jouée en coopération avec un autre joueur,.

## Prémisse
Jesse Rentier, l'un des derniers agents d'une organisation clandestine de chasse aux vampires, doit protéger la frontière américaine des monstruosités surnaturelles.

## Développement
Evil West est actuellement développé par le studio polonais Flying Wild Hog, le développeur de la série Shadow Warrior. Le système de combo du jeu a été inspiré par la série Devil May Cry, tandis que la perspective à la troisième personne et le combat au corps à corps ont été inspirés par le reboot de God of War en 2018.
Flying Wild Hog et l'éditeur Focus Entertainment ont annoncé leur partenariat pour la première fois en septembre 2020. Le jeu a été officiellement annoncé aux Game Awards 2020. Le jeu devrait sortir le 22 novembre 2022 pour Windows, PlayStation 4, PlayStation 5, Xbox One et Xbox Series X et Series S.

## Accueil
Le jeu a reçu un accueil plutôt mitigé sur l'agrégateur de critique Metacritic sur la version Microsoft Windows avec une note de 73/100.